# 6168 Isnello
6168 Isnello eller 1981 EB1 är en asteroid i huvudbältet som upptäcktes den 5 mars 1981 av den belgiske astronomen Henri Debehogne och den italienske astronomen Giovanni de Sanctis vid La Silla-observatoriet. Den är uppkallad efter den italienska byn Isnello på Sicilien.
Asteroiden har en diameter på ungefär 10 kilometer.